# Robert Young (Politikwissenschaftler)
Robert Young (* 16. November 1950 in Toronto; † 2017) war ein kanadischer Politikwissenschaftler, der als Professor an der University of Western Ontario forschte und lehrte. Er amtierte 2003/04 als Präsident der Canadian Political Science Association (CPSA).
Young studierte an der McGill University, dem Institut d’études politiques de Paris und der University of Oxford. Seit 1991 war er an University of Western Ontario tätig. 2003 wurde er auf den staatlich geförderten Kanada-Forschungslehrstuhls (Canada Research Chair) für das Fachgebiet Multilevel Governance berufen.